# Босторин, Олег Владимирович
Оле́г Влади́мирович Босто́рин (1 октября 1931, Рыбинск, ныне Ярославская область — 8 апреля 2019) — советский и российский дипломат, Чрезвычайный и полномочный посол.

## Биография
Член ВКП(б). Окончил МГИМО (1954). Владел английским, французским и китайским языками.
- В 1954—1958 годах — сотрудник миссии (с 1956 — посольства) СССР в Таиланде.
- В 1958—1962 годах — сотрудник центрального аппарата МИД СССР.
- В 1962—1964 годах — сотрудник посольства СССР в Таиланде.
- В 1964—1969 годах — сотрудник центрального аппарата МИД СССР.
- В 1969—1972 годах — советник посольства СССР в Сингапуре.
- В 1972—1978 годах — на ответственной работе в центральном аппарате МИД СССР.
- С 14 мая 1979 по 28 января 1985 года — чрезвычайный и полномочный посол СССР в Кампучии[2].
- С 21 марта 1991 по 6 сентября 1997 года — чрезвычайный и полномочный посол СССР, затем России в Таиланде и постоянный представитель при ЭСКАТО по совместительству[3][4][5].

## Награды и почётные звания
- Орден Дружбы народов (1981)
- Медаль «За трудовую доблесть» (1966)
- Медаль «За трудовое отличие» (1971)
- Почётный работник МИД России (2011)[6]

## Семья
Был женат, имел двоих детей.